# Boity Thulo
Boitumelo Thulo (Potchefstroom, 28 de abril de 1990), conocida popularmente como Boity, es una actriz, cantante y modelo sudafricana.

## Carrera
Thulo inició su carrera en el modelaje a comienzos de la década de 2010 apareciendo en varias campañas publicitarias. En 2011 se desempeñó como presentadora del programa educativo de la cadena YOTV Crib Notes, seguido de conducciones en programas como The Media Career Guide Show, SkyRoom Live, Ridiculousness Africa y Big Brother Africa.
En 2012 protagonizó el seriado Rockville, interpretando durante cuatro temporadas el papel principal de Mpho Bogatsu. Su debut cinematográfico llegó en 2014 cuando protagonizó el corto Dear Betty. Dos años después apareció en el largometraje Mrs Right Guy interpretando el papel de Marie. En 2017 debutó como cantante en el escenario sudafricano TicketPro Dome. Un año después publicó su primer sencillo, titulado "Wuz Dat".

## Filmografía

### Televisión
| Año  | Título                                 | Papel         |
| ---- | -------------------------------------- | ------------- |
| 2011 | 4 Play- Sex Tips For Girls             | Lindi         |
| 2011 | Crib Notes                             | Presentadotra |
| 2011 | The Media Career Guide                 | Ella misma    |
| 2011 | Turn It Out: Street Battle             | Ella misma    |
| 2012 | Zoned                                  | Ella misma    |
| 2013 | 10 Over 10                             | Ella misma    |
| 2013 | Turn It Out                            | Ella misma    |
| 2013 | 19th Annual South African Music Awards | Ella misma    |
| 2013 | ScreenTime with Nicky Greenwall        | Ella misma    |
| 2013 | Big Brother Africa                     | Ella misma    |
| 2014 | I Love South Africa                    | Ella misma    |
| 2014 | Rolling With... Celeb Edition          | Ella misma    |
| 2014 | Strictly Come Dancing                  | Ella misma    |
| 2014 | Reality Check"                         | Ella misma    |
| 2014 | My Perfect Family                      | Trisha        |
| 2014 | Tongue in Check                        | Ella misma    |
| 2015 | Club 808                               | Ella misma    |
| 2016 | The Close-Up                           | Ella misma    |
| 2016 | Lip Sync Battle Africa                 | Ella misma    |
| 2016 | Ridiculousness Africa                  | Ella misma    |
| 2016 | High Rollers                           | Charity       |
| 2017 | Rhythm City                            | Luscious Lu   |
| 2017 | Change Down                            | Ella misma    |
| 2018 | Massive Music                          | Ella misma    |
| 2019 | Celeb Feasts with Zola                 | Ella misma    |
| 2020 | Own Your Throne                        | Ella misma    |

### Cine
| Año  | Título        | Papel | Notas     |
| ---- | ------------- | ----- | --------- |
| 2012 | Taxi Ride     | Deja  | Telefilme |
| 2014 | Dear Betty    | Betty |           |
| 2016 | Mrs Right Guy | Marie |           |